# New England (île)
Pour les articles homonymes, voir New England.
New England (« Nouvelle-Angleterre ») est une petite île inhabitée située dans le district de Rochford, en Essex, en Angleterre. 
Autrefois utilisée comme pâturage pour les moutons, l'île est protégée par des digues et appartient au ministère de la Défense depuis 1915.